# Mußbach (Rehbach)
Der Mußbach, in der örtlichen Mundart Muschbach, im Osten des Pfälzerwalds und in der Vorderpfalz (Rheinland-Pfalz) ist ein knapp 12 km langer Bach und ein linker Zufluss des Rehbachs. Nach ihm ist das Winzerdorf Mußbach benannt, das er durchfließt und das 1969 als Ortsteil in die Stadt Neustadt an der Weinstraße eingemeindet wurde.

## Geographie

### Verlauf

#### Im Mittelgebirge
Wachenheimer Gemarkung

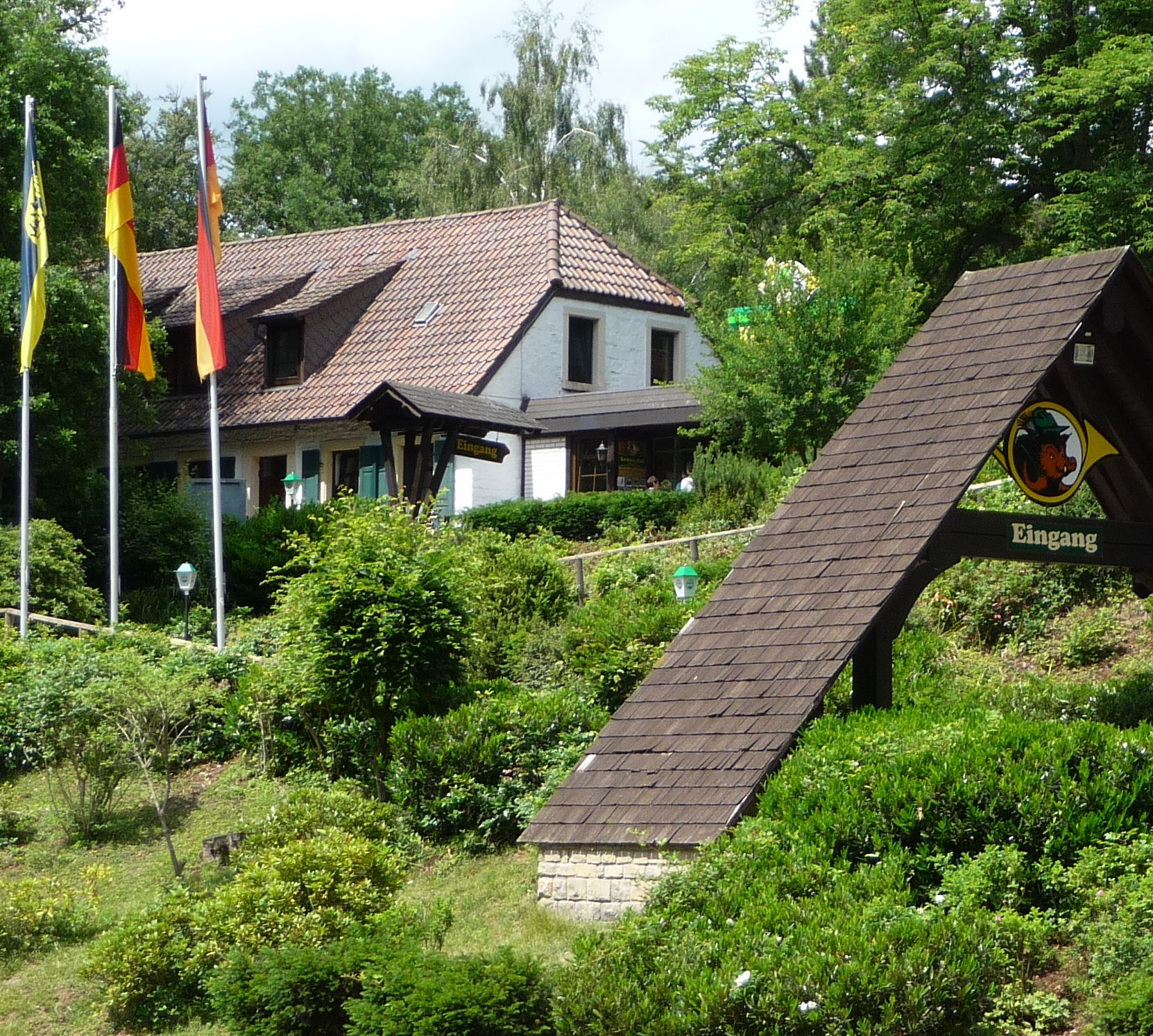
Am Kurpfalz-Park: Forsthaus Rotsteig

Die beiden Quellbäche des Mußbachs entspringen, nur 300 m voneinander entfernt, am Nordhang des Hinteren Stoppelkopfs (566 m) auf der Waldgemarkung von Wachenheim an der Weinstraße. Die rechte Hauptquelle im Zwerlebachtal liegt auf 360 m, die linke Nebenquelle im Haseltal auf 370 m Höhe. Nach etwa 700 m fließen die Abläufe zusammen; 200 m vor der Vereinigungsstelle steht zwischen den beiden Bachläufen die Jagdhütte Haseltal.
Der anfangs rasch fließende Mußbach tritt nun in die 70 Hektar große Freizeit- und Wildparkanlage Kurpfalz-Park ein, wo er im Nordwestteil auf 316 m Höhe das Wasser des Naturdenkmals Siebenröhrenbrunnen aufnimmt. Im Park fließt der Bach gut 1 km nach Osten, wobei er zwei schmale Stauweiher speist. Dann erreicht er die Senke der Lambrechter Verwerfung, die von Nord nach Süd verläuft. Den mit etwa 0,65 Hektar größten Stauweiher im Norden des Parks, auf dem der Parkbetreiber verschiedene Wasserfahrzeuge anbietet, füllt der von links kommende Bach vom Seekopf. Nach dessen Einmündung biegt der Mußbach in der Senke nach rechts ab – geradeaus östlich am Parkeingang steht das Waldgasthaus und frühere Forsthaus Rotsteig – und verlässt 500 m weiter den Park in südlicher Richtung. Der Lambrechter Verwerfung folgt er noch – in kleinen Mäandern – etwa 300 m.
Deidesheimer Gemarkung
Mit dem Erreichen der Haardt, des östlichen Randgebirges des Pfälzerwalds, überquert der Mußbach die Grenze zur Waldgemarkung von Deidesheim, das bis um das Jahr 1800 zum Hochstift Speyer gehörte, und wechselt ins Silbertal, wo ihm von rechts der Silbertalbach zufließt. Beim Waldgasthaus Forsthaus Silbertal () schwenkt der Mußbach nach Südost um und folgt dem Silbertal gut 2 km bis zu dessen Ende. Direkt unterhalb der gefassten Quaderhangquelle und nahe der hölzernen Pfälzerwaldhütte (), die Wanderern als Unterstand dient, mündet von links aus dem Benjental der Bach vom Schnokebrunnen.

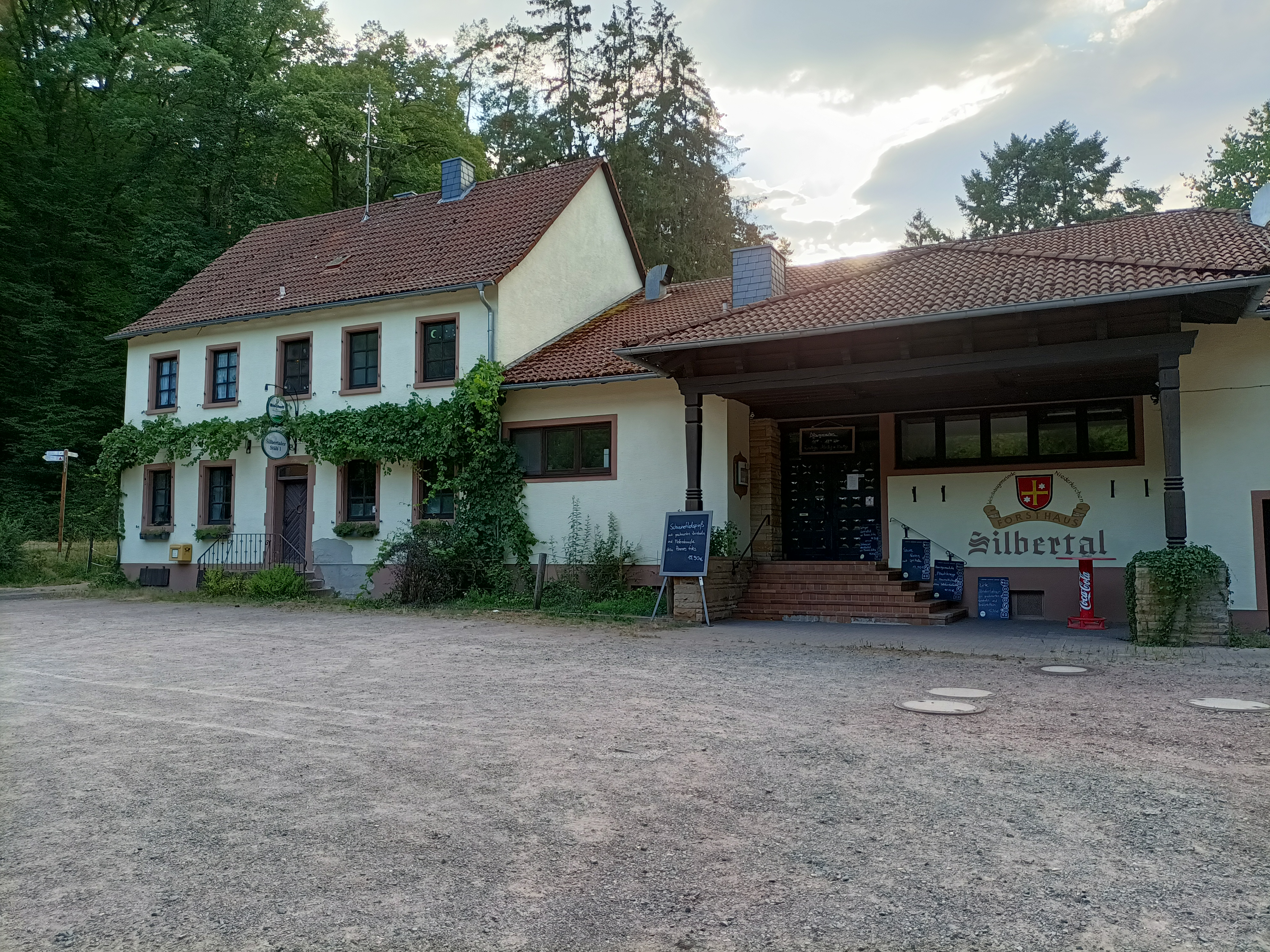
Forsthaus Silbertal
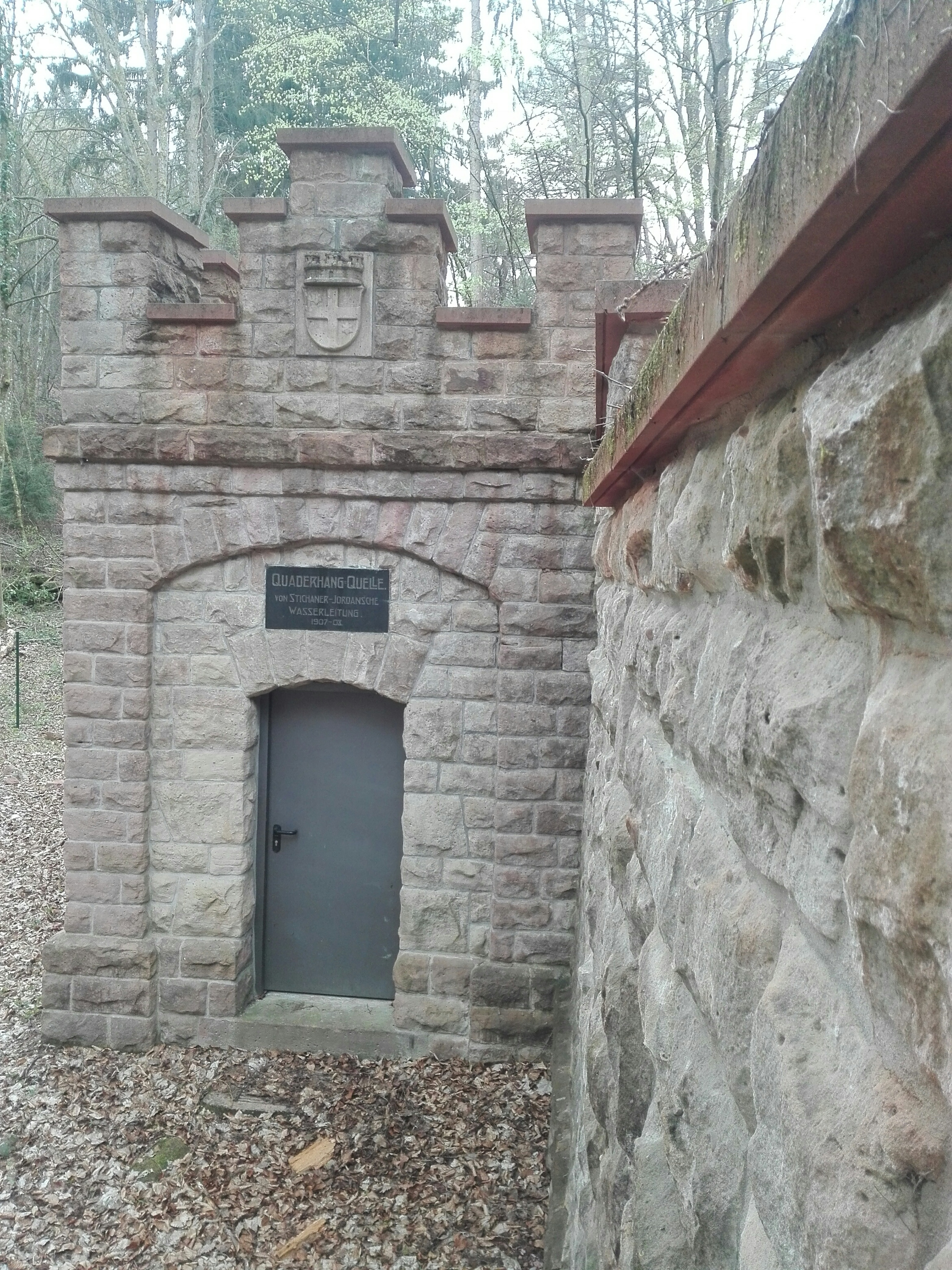
Quaderhangquelle
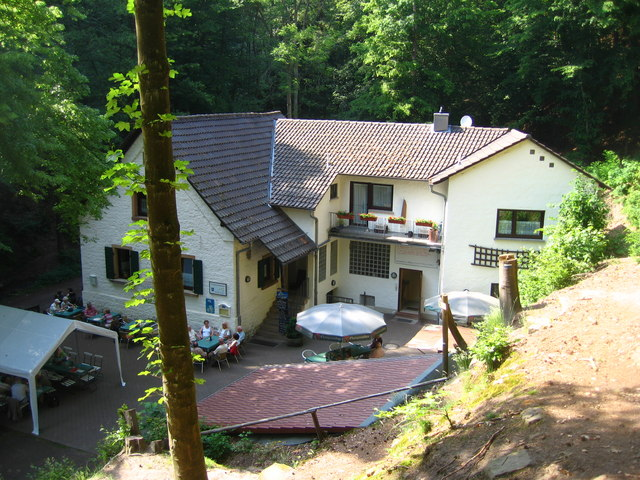
Forsthaus Benjental
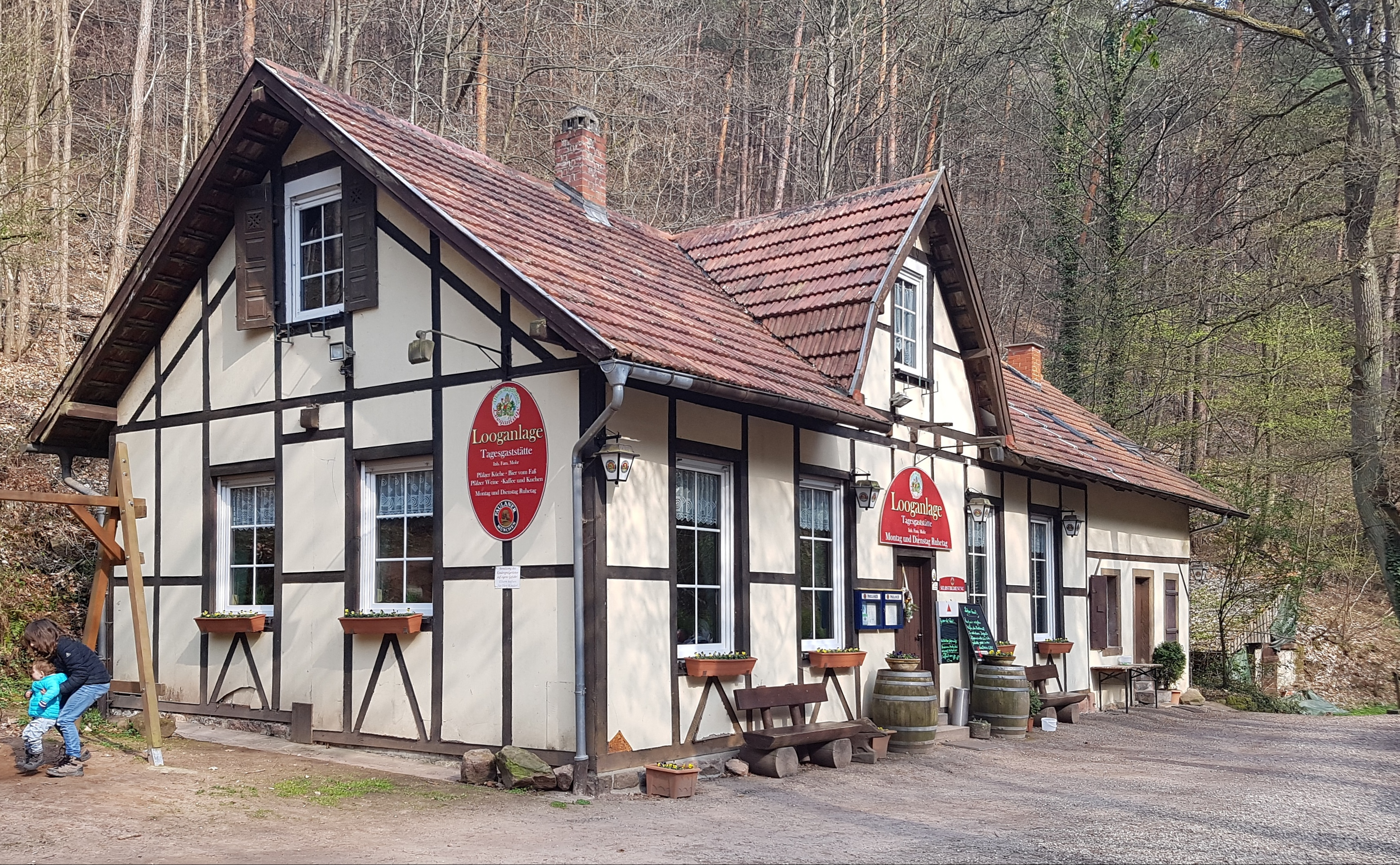
Auf Landkreisgrenze: Altes Jagdhaus Looganlage

Hier, am nach Südosten gerichteten Quaderhang des 477,1 m hohen Saulochköpfchens, laufen Silber- und Benjental zum Gimmeldinger Tal zusammen, auf dessen Sohle der Mußbach weiterfließt. Ungefähr 700 m unterhalb passiert er das frühere Forsthaus Benjental, das heute ebenfalls ein Waldgasthaus ist. Nach insgesamt 6 km seines Laufs verlässt er den Landkreis Bad Dürkheim und überquert beim Alten Jagdhaus Looganlage die Grenze zur Waldgemarkung des Neustadter Ortsteils Gimmeldingen. Die heutige Grenze ist identisch mit der bis um das Jahr 1800 geltenden zwischen dem Hochstift Speyer und der Kurpfalz.
Gimmeldinger Gemarkung
Direkt auf dieser Grenze zu Neustadt-Gimmeldingen mündet auf etwa 220 m Höhe von rechts der Bach vom Loosenbrunnen, der zwar nur 800 m lang, aber recht wasserreich ist. Er entspringt, gefasst im denkmalgeschützten Loosenbrunnen, in 458 m Höhe an der Nordostflanke des Weinbiets, dessen 554 m hoher Gipfel mit zwei markanten Türmen den Ostrand des mittleren Pfälzerwalds prägt. Von 1952 bis 1988 wurde Quellwasser aus dem Brunnen als Trinkwasser zum Ausflugslokal Weinbiethaus hochgepumpt.

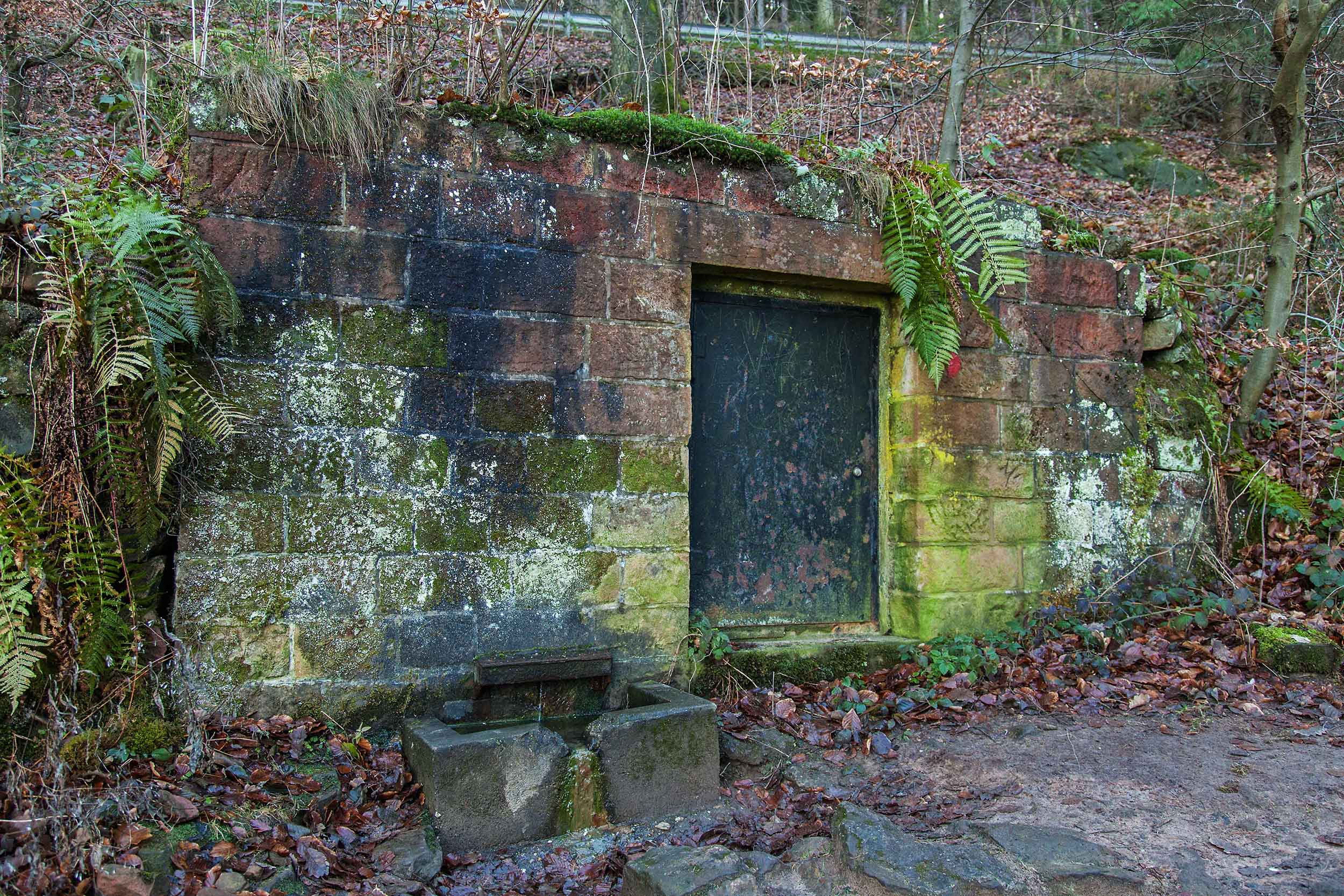
Loosenbrunnen
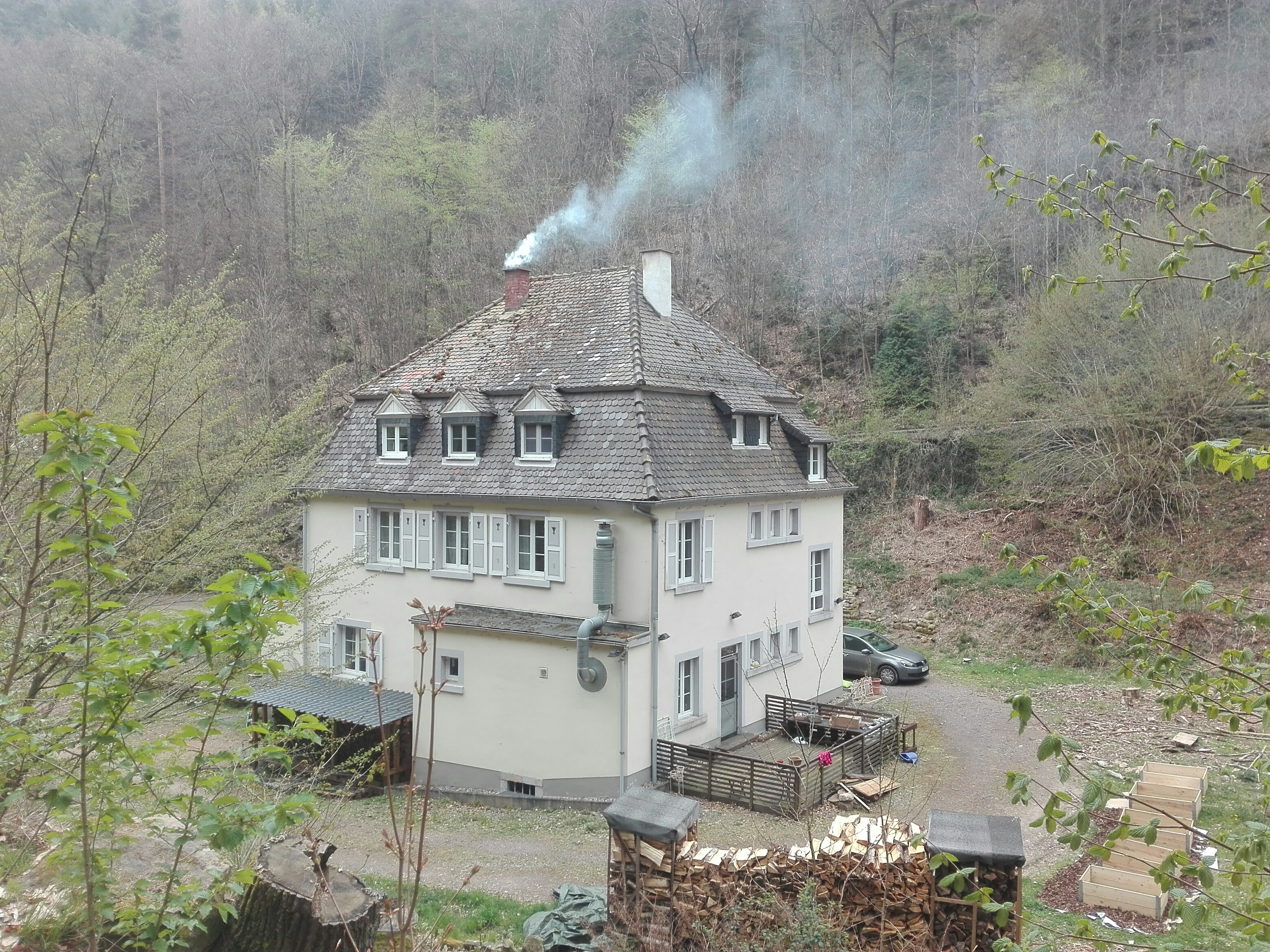
Waldgasthaus Talmühle
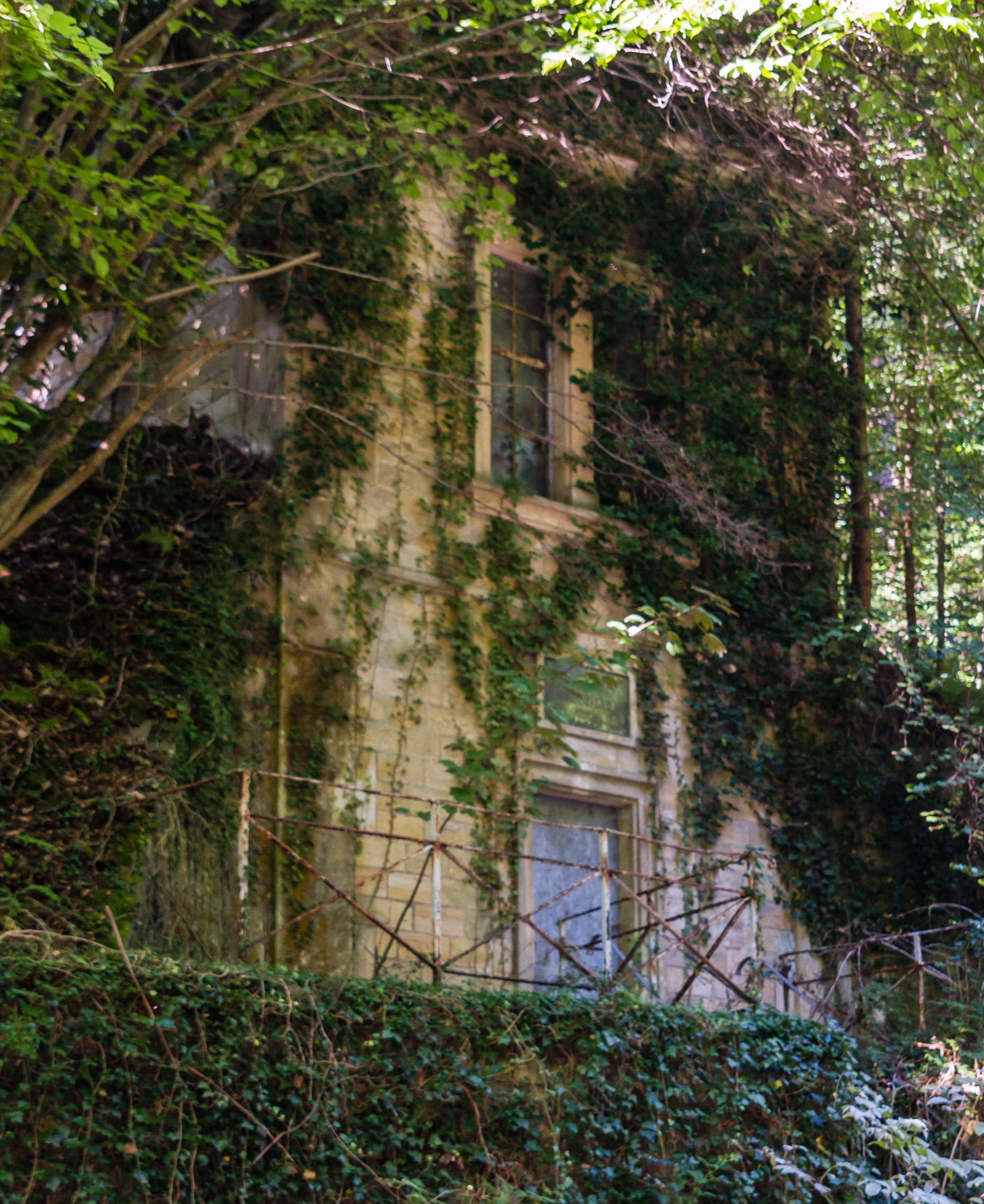
Wasserwerk Mußbach

Im weiteren Verlauf des Gimmeldinger Tals fließt der Mußbach langsamer. Er nimmt das Wasser der Loog- sowie der Neumühlquelle auf und passiert die historische Talmühle, die zu einem Waldgasthaus umgebaut ist. Anschließend speist der Mußbach einen kleinen Stauweiher, während rechts einige Meter höher das aus dem Jahr 1899 stammende und denkmalgeschützte Wasserwerk Mußbach steht. Unterhalb des Weihers teilt sich der Mußbach in zwei Arme auf, die für gut 200 m im Abstand von etwa 30 m nahezu parallel nebeneinander herfließen und sich dann wieder vereinigen.

#### In der Ebene
Mit dem Durchbruch durch die Haardt zwischen den Massiven von Weinbiet (rechts, 554 m) und Stabenberg (links, 496 m) verlässt der Mußbach das Mittelgebirge und erreicht die Vorderpfalz. Dort durchquert er zunächst die schmale Bruchzone am Westrand des Oberrheingrabens, wo sich in der hügeligen Rebenlandschaft beidseits der Deutschen Weinstraße die Wohngebiete von Gimmeldingen und Mußbach erstrecken. Kurz vor dem Talausgang wurde einst zur Versorgung einer Mühlenanlage der Altbach nach links abgeleitet. Er führte anfangs in östlicher, später südöstlicher Richtung mitten durch das Dorf, bis er nach etwa 1000 m am Ende der heutigen Altbachstraße nach rechts in den Mußbach zurückmündete. Die letzten Spuren des Altbachs wurden in den 1970er Jahren durch Verfüllung beseitigt; der Lauf ist nur noch durch angrenzende Wege und Pfade nachzuvollziehen.

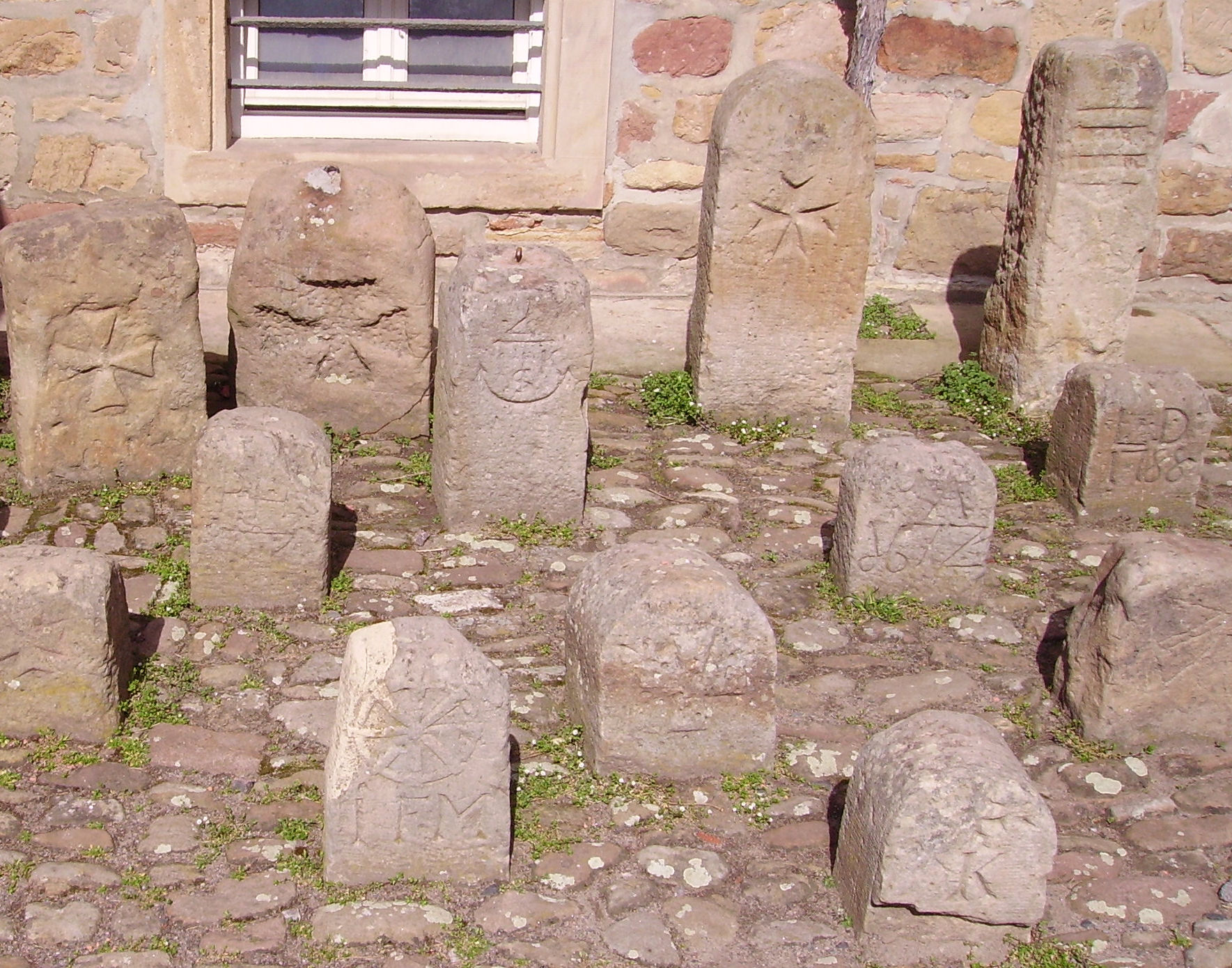
Historische Grenzsteine im Herrenhof Mußbach
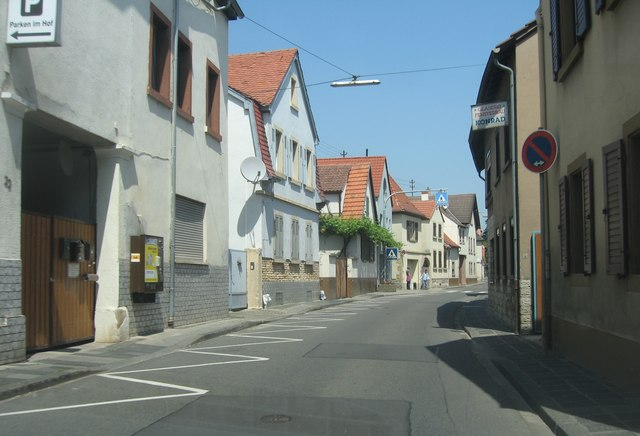
In Mußbach: Straßenquerung im Untergrund
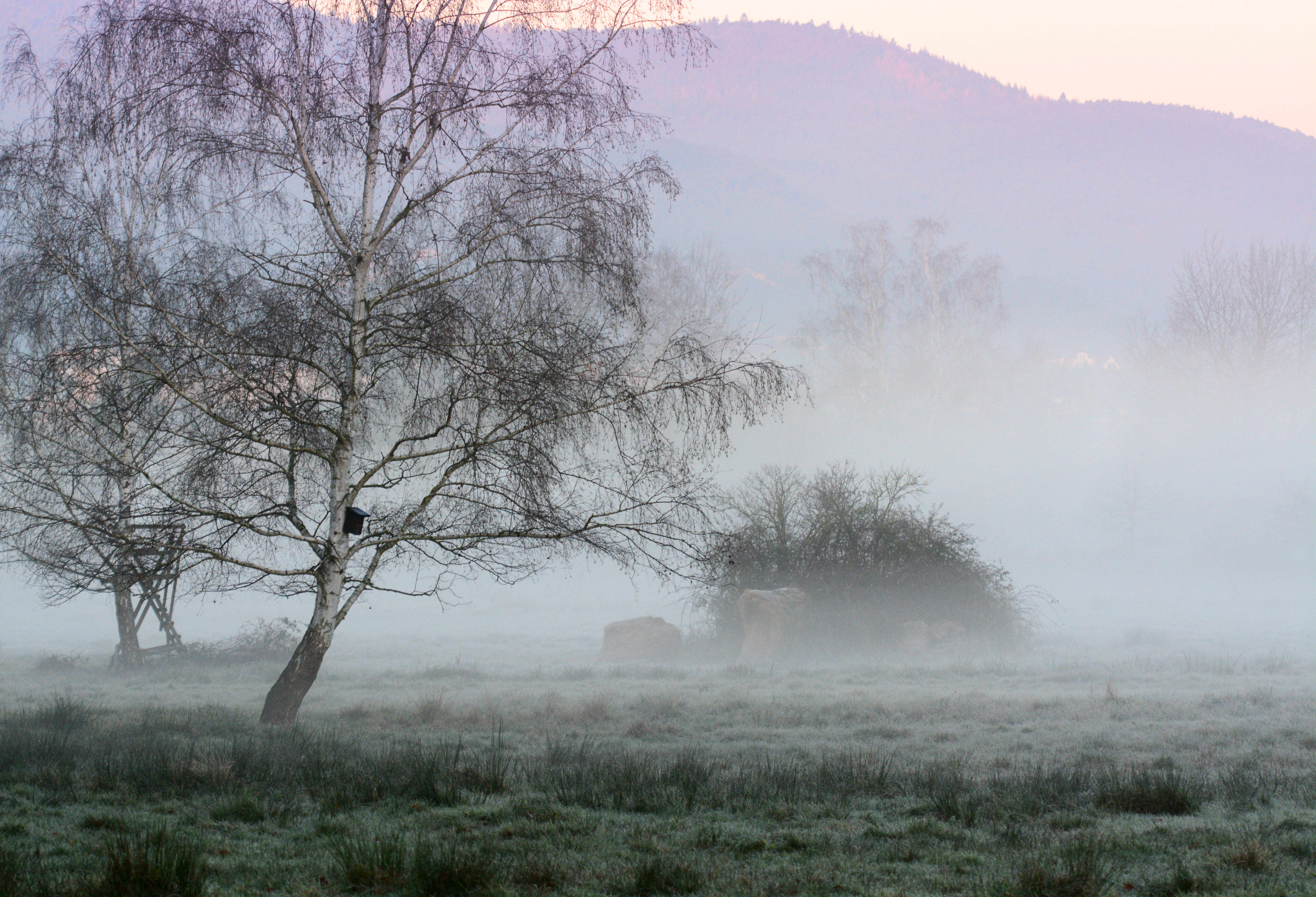
Ordenswald bei der Mußbach-Mündung

Innerhalb der Mußbacher Wohnbebauung gehen die Hügel in die Rheinebene über. Der Mußbach fließt im Zentrum des Dorfs, teilweise verrohrt, durch den historischen Herrenhof. Der Name der rechts parallel verlaufenden Straße An der Bleiche erinnert daran, dass an einer längst verschütteten rechten Ableitung, die nach 1000 m wieder in den Mußbach zurückfloss, einst Wäsche gewaschen und getrocknet wurde. Zwischen den Straßen Zum Ordenswald und Silvanerweg ist der Bach auf einer Länge von etwa 700 m verrohrt; er verschwindet im Untergrund, um erst wieder im südöstlichen Wohngebiet kurz vor der Feldgemarkung zutage zu treten. Etwa 500 m nach der Siedlungsgrenze mündet er auf 128 m Höhe von links in den Rehbach, den nördlichen Mündungsarm des Speyerbachs.
Östlich der Mußbacher Wohnbebauung lassen die quer zum Gefälle verlaufenden Höhenlinien vermuten, dass der Unterlauf des Mußbachs früher mit der Abflusslinie des heutigen Langgrabens, und zwar dessen linken Mündungsarms, identisch war, mithin der heutige Mußbach-Mündungsbereich künstlich geschaffen wurde. An zwei Wehren wurde bis in die 2010er Jahre unzulässigerweise ein Teil des Mußbachwassers nach links in den Langgraben abgeleitet, um Kleingartenanlagen zu bewässern. Deshalb ließ die Stadt Neustadt im März 2015 am nördlichen Wehr eine Metallplatte anbringen, um das Ableiten von Wasser zu verhindern. Da jedoch Unbekannte während der nächsten zwei Monate die Platte mehrmals entfernten, wurde das Verbindungsrohr mit einem Bagger ausgegraben und die Zuleitung zugeschüttet.
Der rechte Ast des Langgrabens erreicht 500 m unterhalb der Mußbachmündung das ehemalige Bachbett des Rehbachs; dieser wurde nämlich in den 1980er Jahren beim Ausbau des dortigen Teilstücks der Bundesstraße 38 von deren Nord- auf die Südseite verlegt. Im früheren Rehbach-Bett wird der rechte Mündungsast des Langgrabens noch 150 m weitergeführt bis zu seiner neuen Mündung (). Der linke Ast des Langgrabens mündet () in den Rehbach etwa 1,5 km unterhalb der Mußbachmündung.
Der etwa 12 km lange Lauf des Mußbachs endet 232 Höhenmeter unterhalb seiner Quelle, er hat somit ein mittleres Sohlgefälle von ungefähr 20 ‰.

### Zuflüsse und Ableitungen
Nachfolgend sind die Zuflüsse und Ableitungen des Mußbachs zwischen seiner Quelle und seiner Mündung aufgelistet mit orographischer Mündungsseite, Länge in km und Einzugsgebiet in km².
- Haseltalbach (links), 0,7 km und 0,3 km²
- Bach vom Seekopf (links), 0,8 km und 0,7 km²
- Graben vom Parkplatz (links), 0,2 km und 0,22 km²
- Silbertalbach (rechts), 1,6 km und 1,36 km²
- Bach vom Schnokebrunnen (links), 0,6 km und 1,7 km²
- Bach vom Loosenbrunnen (rechts), 0,8 km und 1,0 km²[Z 1]
- Altbach (auch Mühlbach, ehemalige Ableitung nach links und Wiedereinleitung, in Gimmeldingen), etwa 1,0 km[Z 2]
- Langgraben (ehemalige Ableitung nach links, in Mußbach, Mündung in den Rehbach)[Z 3][7]

Anmerkungen:
1. ↑  Länge und Einzugsgebiet geschätzt, da nicht im GeoExplorer der Wasserwirtschaftsverwaltung Rheinland-Pfalz (Hinweise).
2. ↑  Der Altbach wurde in den 1970er Jahren verfüllt.
3. ↑  Die Ableitung zum Langgraben wurde 2015 versperrt.

### Mühlen

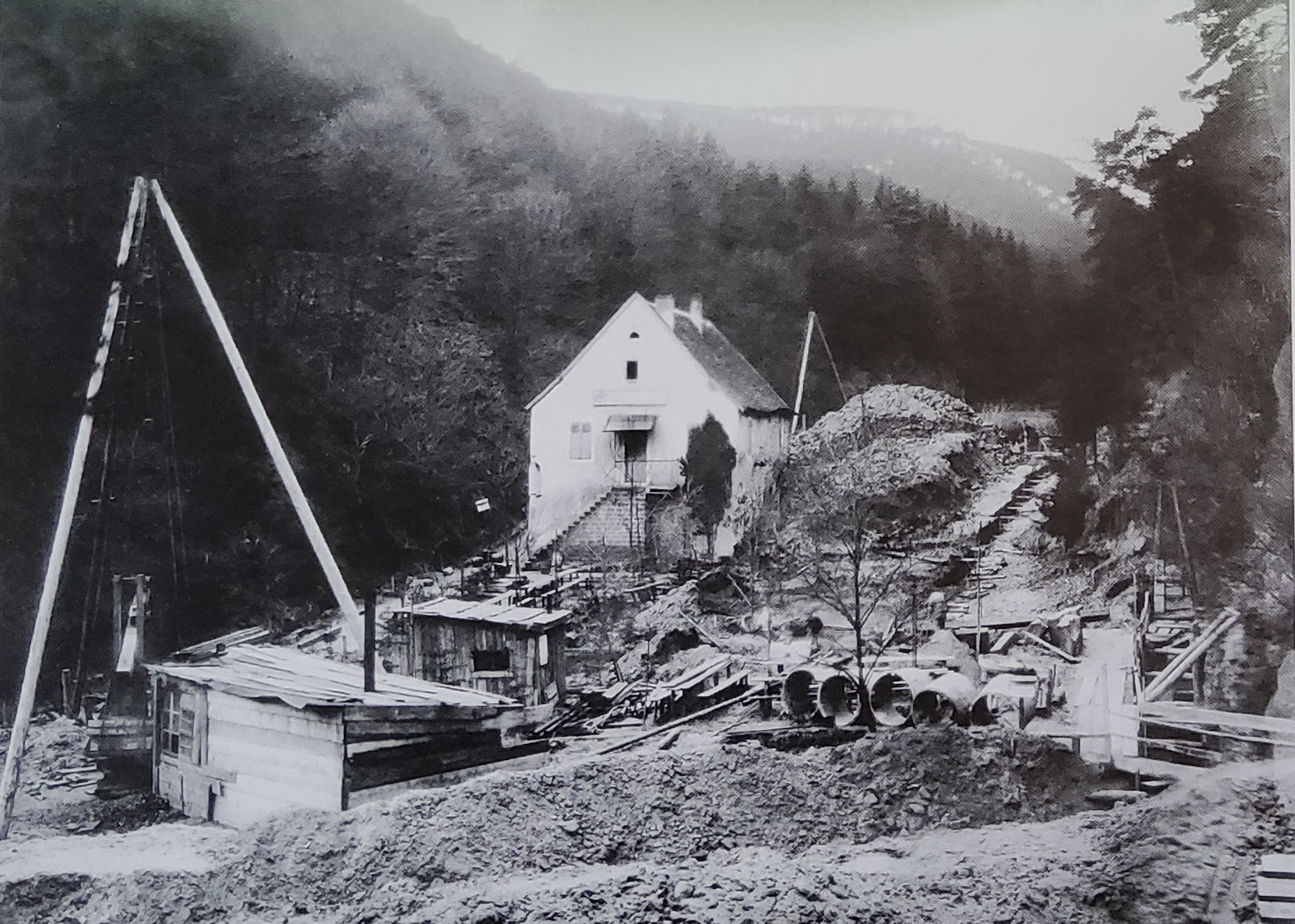
Pfälzer Waldhaus (1907), früher Obere Mühle (Deidesheim)

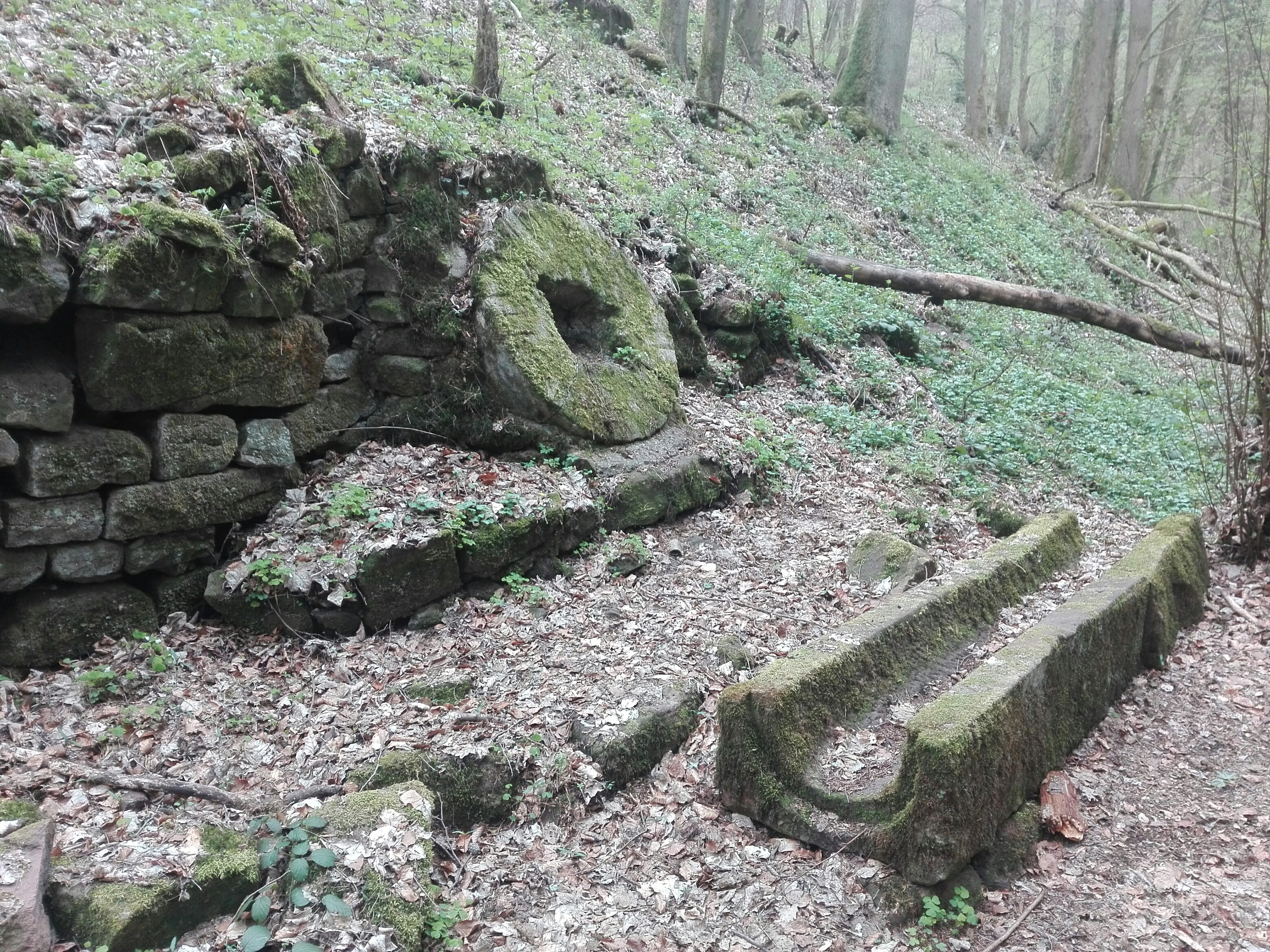
Mühlstein und Reste des Mauerwerks der Unteren Mühle (Deidesheim)

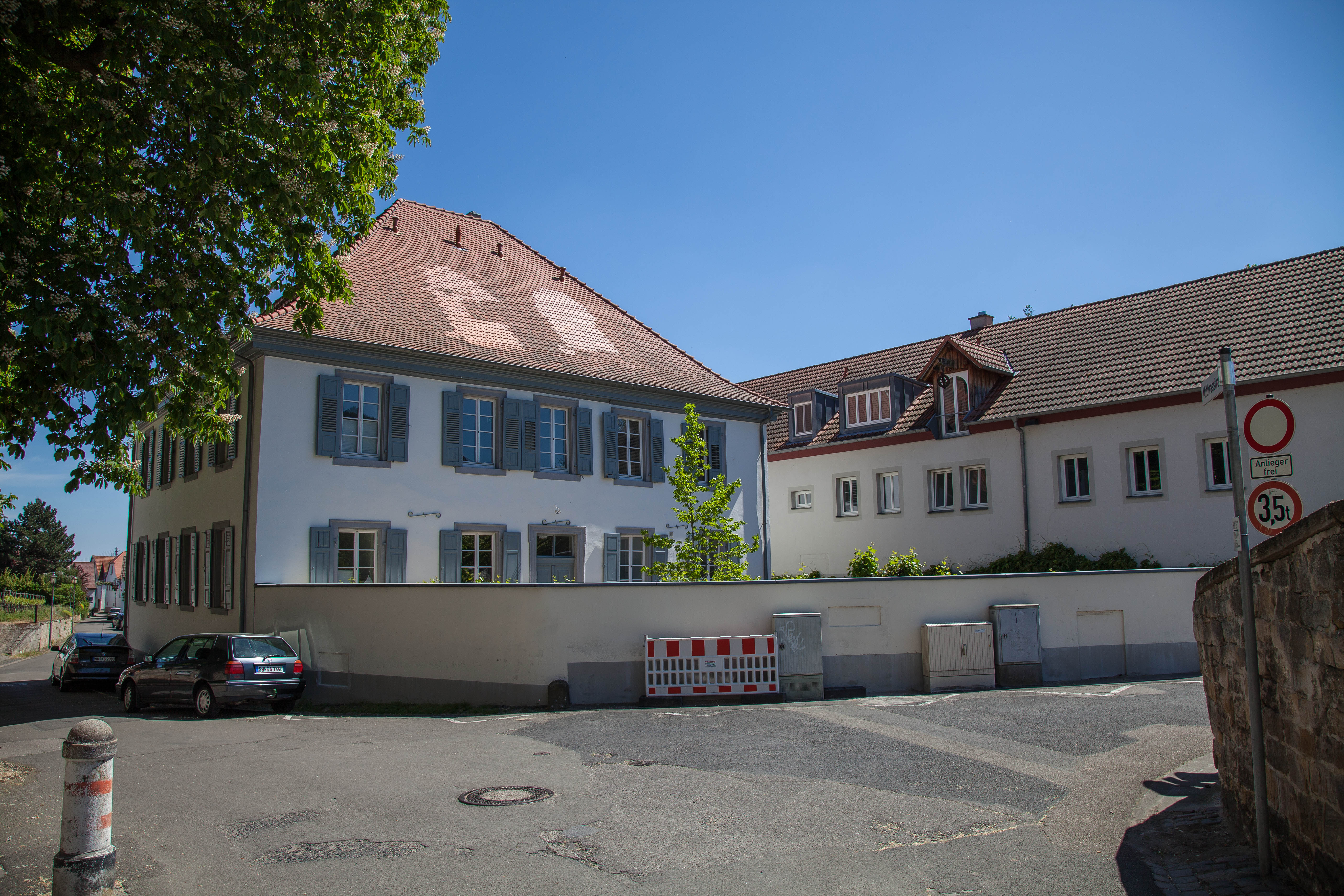
Arndorffsche Mühle (Gimmeldingen)

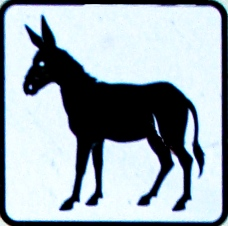

### Sonstige Bauwerke

Herrenhof Mußbach
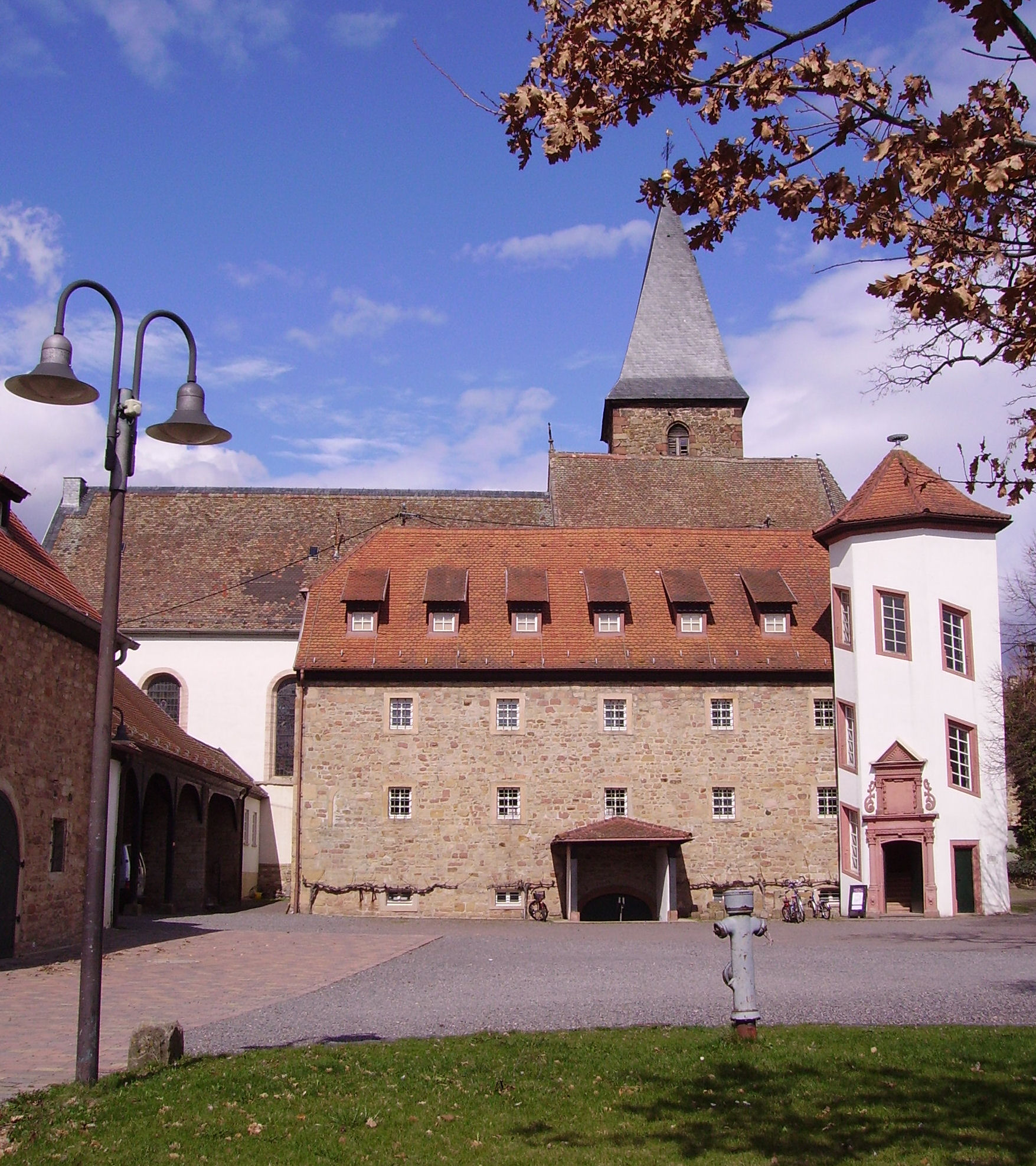
Nordwestteil, dahinter die alte Johanneskirche
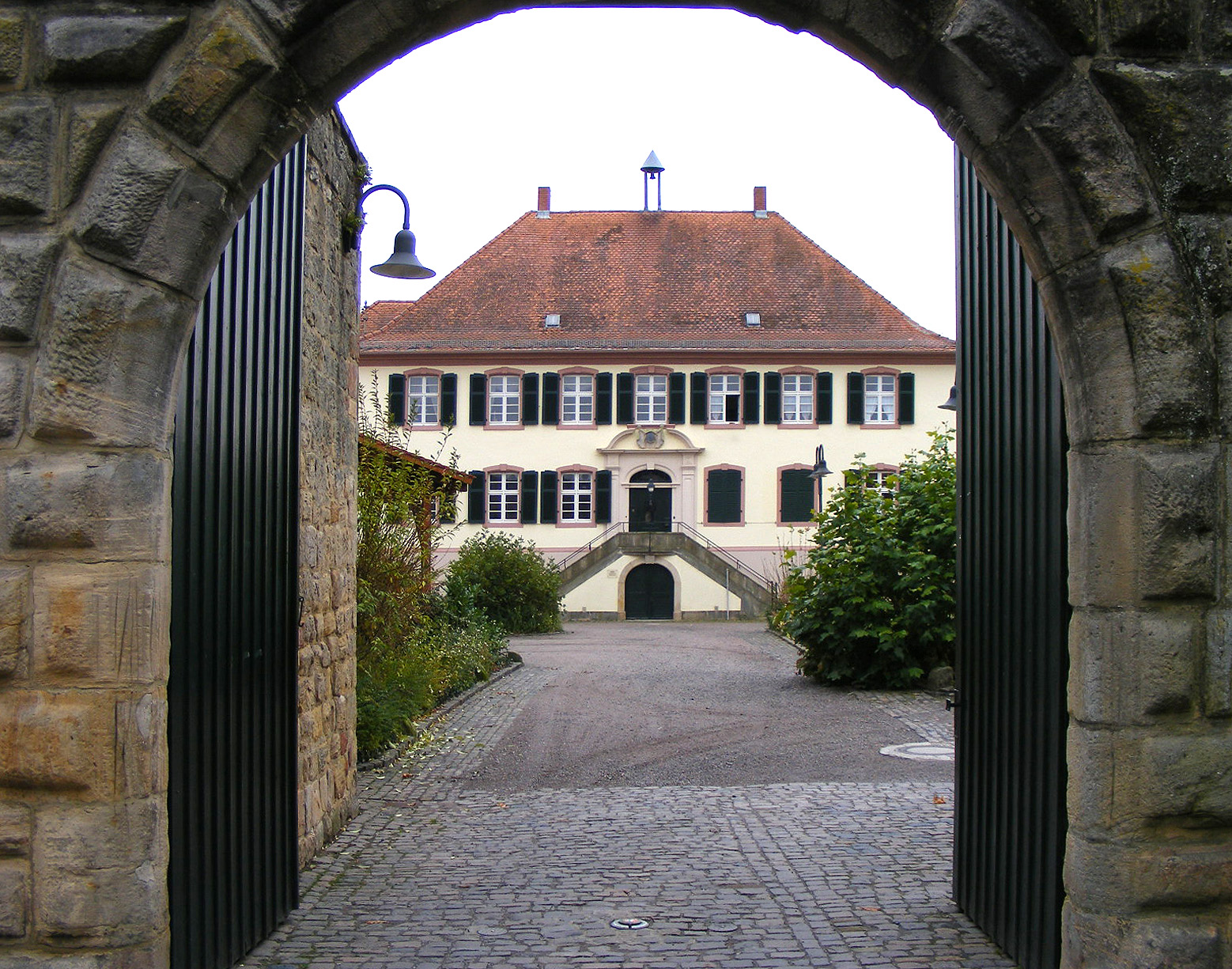
Portal und barockes Haupthaus
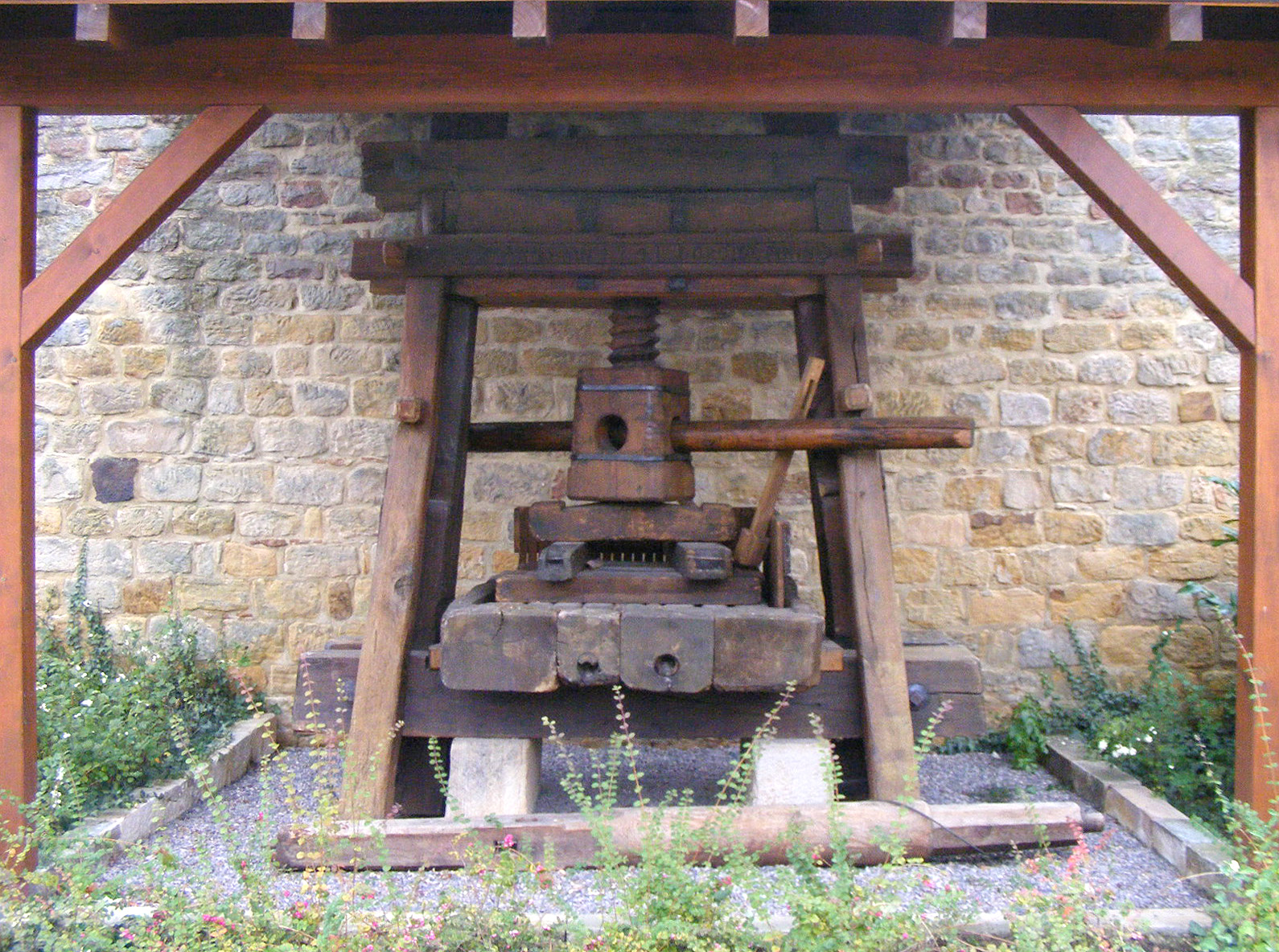
Alte Kelter
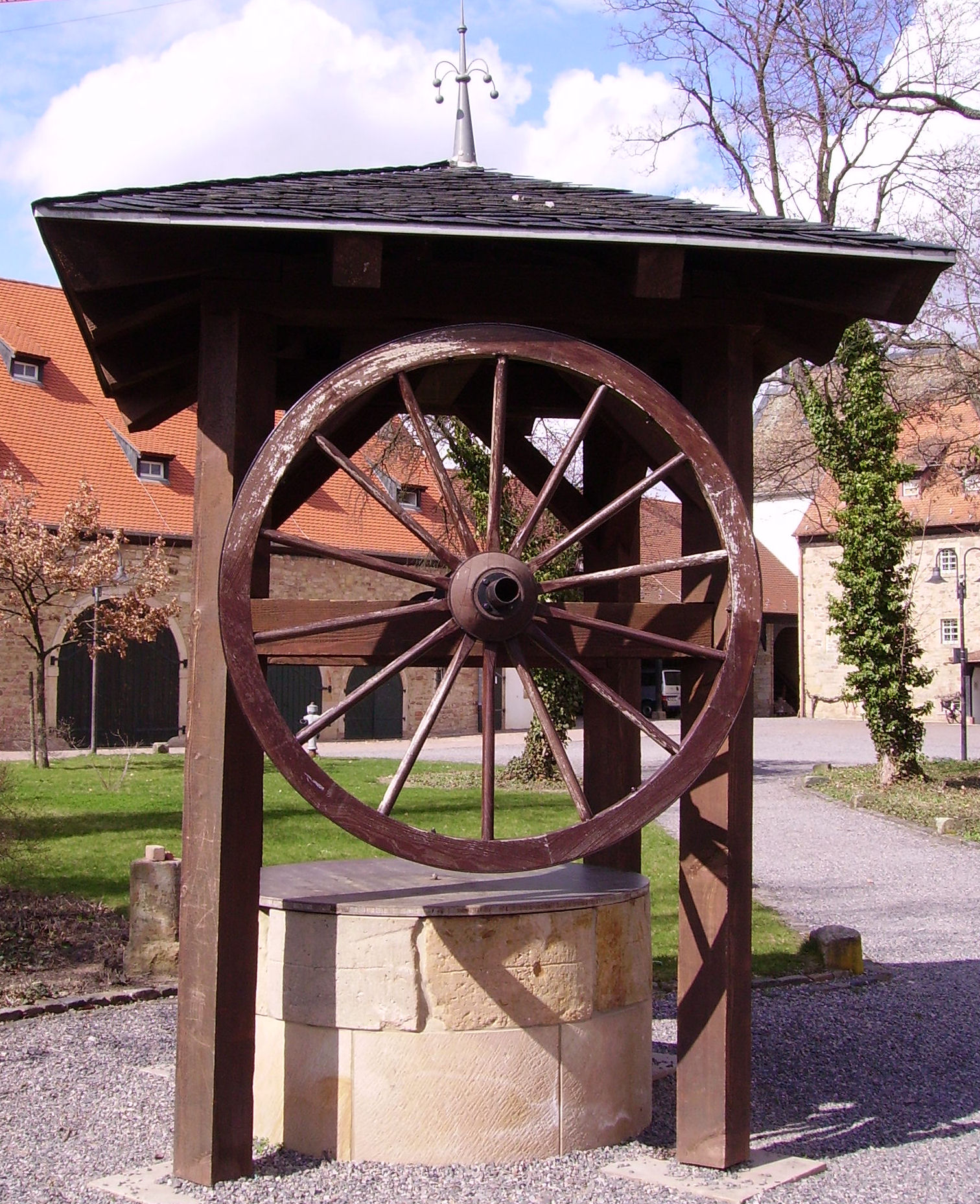
Mittelalterlicher Brunnen
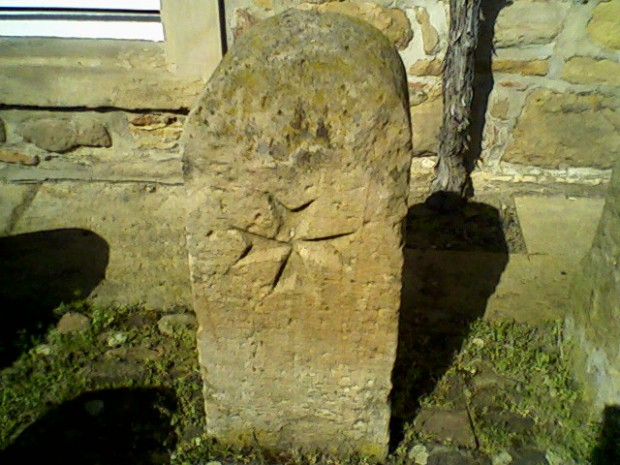
Mittelalterlicher Grenzstein
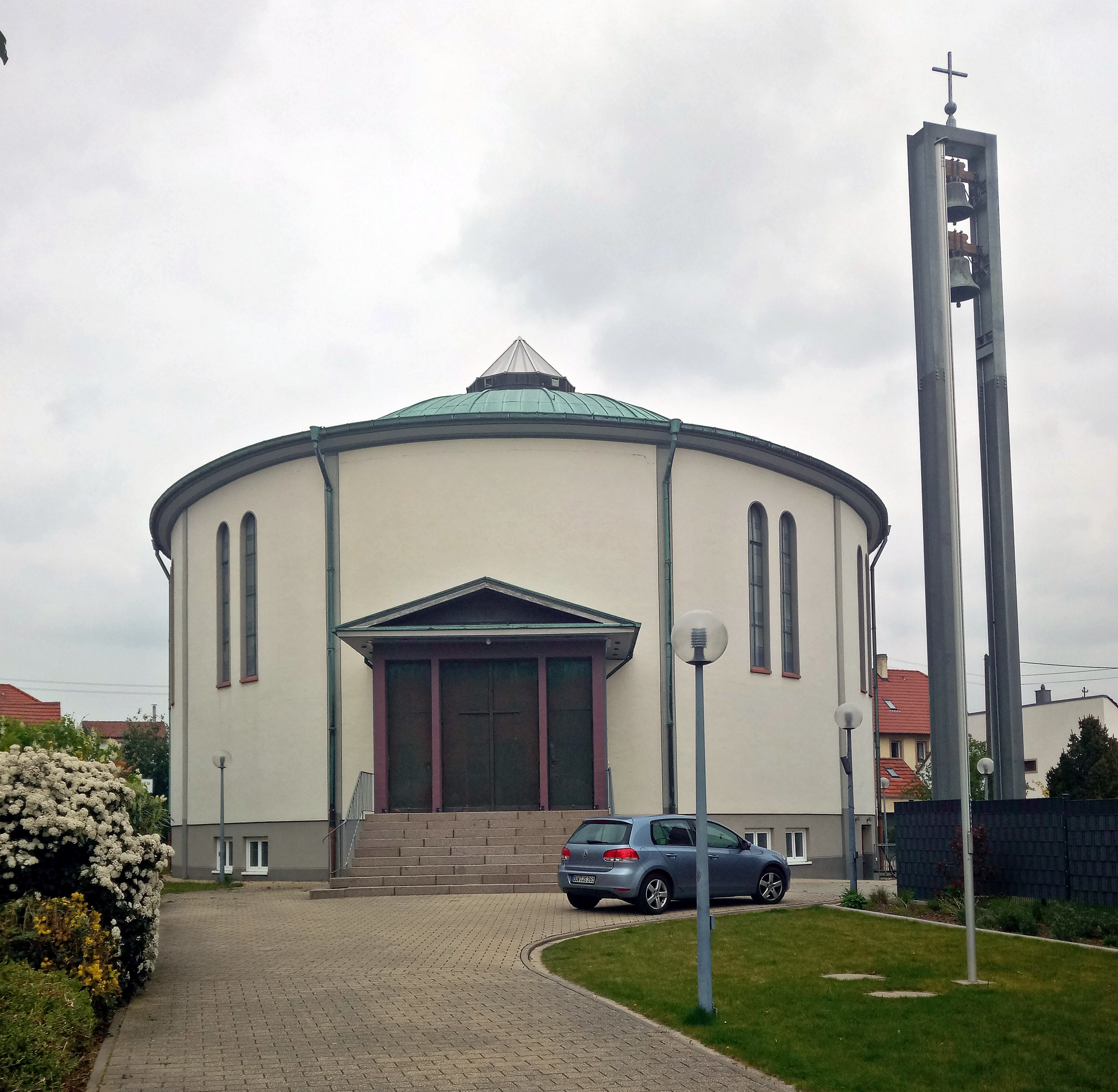
An der Südostecke: die neue Johanneskirche

## Ökologie

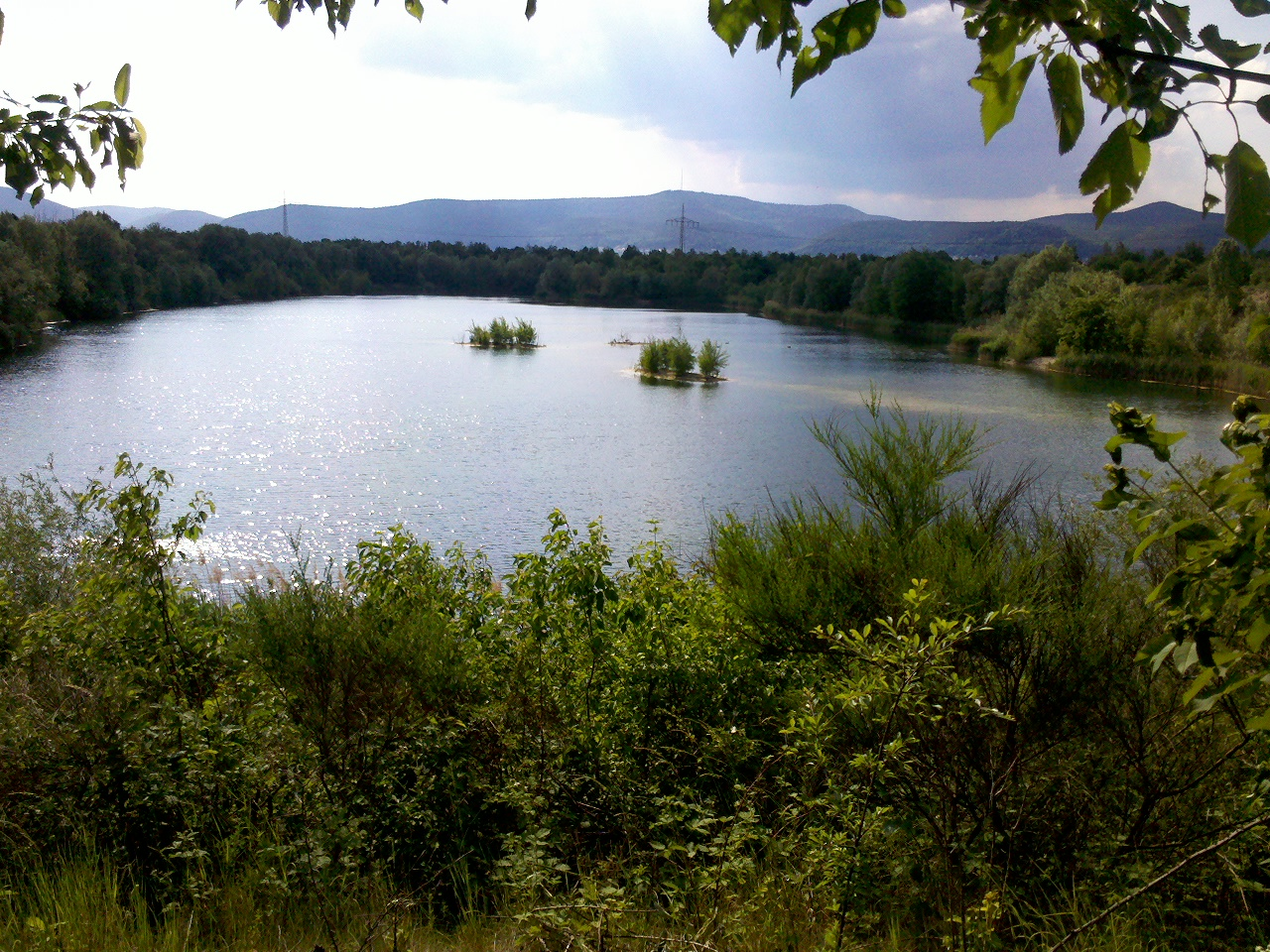
Mußbacher Baggerweiher

## Verkehr

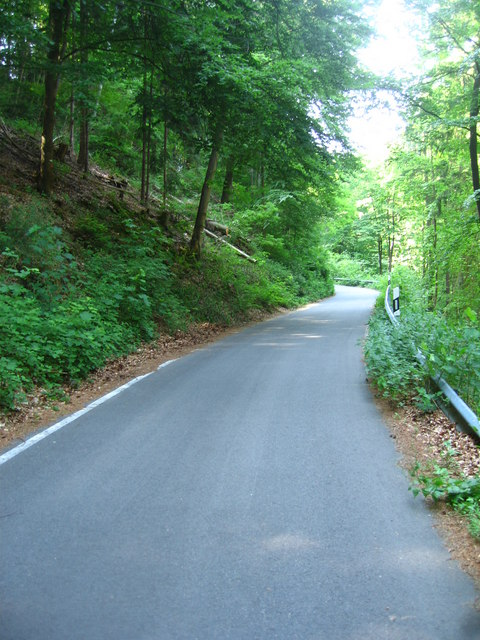
Ehemalige K 15 im Gimmeldinger Tal oberhalb des Forsthauses Benjental